# Mikko Paananen
Mikko Henrik Julius Paananen, bardziej znany jako Migé (ur. 19 grudnia 1974 r.) – fiński basista, członek zespołu metalowego HIM.